# カナリーヤシ
カナリーヤシ（カナリー椰子、学名: Phoenix canariensis）とはヤシ科ナツメヤシ属の樹木。カナリア諸島原産。日本では一般的にフェニックスと呼ばれている。公園樹や街路樹としてよく植栽される。

## 名前
アフリカ西海岸、カナリア諸島原産なのでこの名がある。宮崎県の公式ページによると、病害虫に強く長寿なことから、不死鳥（フェニックス）の名前が付けられたとされる。学名の属名 Phoenix（フェニクス）の由来は諸説あるが、一説にはナツメヤシに対する古代ギリシャ名とされる。

## 特徴
日本では東京（関東南部）より南で生育する。陽樹で耐潮性に富むが寒さには弱く、-10℃が枯死限界である。
樹高は5 mから最大で12 mにもなり、幹周りは3 m程度まで生育する。樹形は幹の頂部から葉を水平に大きく広げる。樹皮は葉痕がよく目立ち、ゴツゴツした独特の様相を見せる。弓状に下垂する葉は羽状複葉で、4-7mにも達する。基部の小葉は長さ20-55cmで、断面はV字形、非常に鋭い針状となるので注意を要する。花期は5-6月。雌雄異株。果期は10-11月。
なお、葉のついている幹の部分の下には、枯れた葉の基部が集まる部分があるが、ここはちょっとしたクッション状になっており、着生植物がよく根を下ろす。本州南部以南では、野外に植栽されたもののその部分に、一面にタマシダなどが生えていることがよくあり、アコウやイヌビワ、アゼトウナ、マツバランなどが生えているのも見かけることもある。

## 利用
主に街路樹や、公園･官公庁・庭園などの装飾樹として使われる。葉は生花や花束としても利用される。日本本土南部の観光地では、南方気分を高めるのにシンノウヤシ、ワシントンヤシと共によく用いられる。

## 県・市区町村・大学の木

### 県の木
- 宮崎県

### 大学の木
- 広島大学
- 大阪学院大学